# Gajusz Salustiusz Kryspus Pasjen
Gaius Sallustius Passienus Crispus (? – 47 n.e.) – prominentna osoba cesarstwa rzymskiego w pierwszym wieku naszej ery. Przez ojca Gajusza Salustiusza Kryspusa adoptowany wnuk historyka Salustiusza.
Był znany ze swej siły, bogactwa i wpływów. Dwukrotny konsul w 27 n.e. i 44 n.e. Pierwszą żoną Pasjena była Domicja, którą poślubił w 33, zostając jej trzecim mężem. Na początku 41 n.e na żądanie cesarza Klaudiusza rozwiódł się z Domicją i poślubił bratanicę cesarza Agrypinę Młodszą, która dopiero co straciła męża, została właśnie przez Klaudiusza odwołana z wygnania i miała młodego syna na wychowaniu. Kryspus w ten sposób został ojczymem Lucjusza Domicjusza, późniejszego cesarza Nerona. Kryspus Pasjen zmarł w 47 n.e., prawdopodobnie otruty przez własną żonę.
Tacyt uwiecznił jego dowcipne powiedzenie o cesarzu Tyberiuszu i jego następcy Kaliguli: "Nigdy nie było lepszego niewolnika ani gorszego pana".